# 堪察加朝僑
堪察加朝僑是生活在俄羅斯遠東堪察加半島的高麗族分支。他們主要生活在叶利佐沃。
1946年—1949年，朝鮮族首次以合同工人的身份來到該地區。據估計，在那段時間里，有5万名朝鮮工人抵達。他們大多在合同完成後離開。然而，有數千人拒絕遣返北韓。到2020年，他們的人口約為1800人，占半島總人口的0.43%—0.49%。，當時幾乎所有的原始定居者都已經滅絕，剩下的朝鮮人是第二代或第三代。
自1980年代後期以來，他們越來越傾向於韓國。這主要是由於韓國更強大的經濟和民主。此後，許多人訪問了南方並在南方工作。

## 歷史
1946年，蘇聯和北韓簽訂了一項合作發展漁業的協定。根據協議條款，2,000名朝鮮移民工人將於當年5月至7月前往俄羅斯遠東各地，包括庫頁島和堪察加半島。1947年又有2,200人緊隨其後。工人們簽訂了不同期限的合同，從幾個月到幾年不等。
目前尚不清楚究竟有多少朝鮮人去了堪察加半島，2020年發佈的一項調查估計，在1946年至1949年間，他們的數量為50,000 人。1947年，有2,200 名朝鮮工人從朝鮮前往堪察加彼得羅巴甫洛夫斯克的記錄。他們來自朝鮮的各個地方;700人來自明川郡，1,000人來自吉州郡，875人來自德城郡，415人來自惠山市。
因工作條件艱苦。1947年，有300名工人死於流行病。其他人死於寒冷或饑餓。1948年，堪察加半島的朝鮮工人人口為9,081 人。他們中的大多數人在沿海的各種漁場工作，簽訂了長達三年的勞動合同。合同結束後，他們被命令回家。然而有些人拒絕了，可能是因為擔心回到朝鮮的貧困生活。當船隻來遣返他們時，他們逃進了山裡。
官方資料顯示，1959年堪察加半島的朝鮮人口為6,740人（佔總數的3.05%）。1989年有1,952人(總人口0.41%) ,2002年有1,749人 (0.49%) ，2010年有1,401人 (0.43%)。
他們早期受俄羅斯族歧視，後來隨南韓經濟發展和民主化更多與南韓往來(北韓則因封閉和親友去世沒再往來)，俄羅斯人也不再鄙視他們。
堪察加半島目前居住的朝鮮族人密度最高葉利佐沃。據一位研究人員估計，2020 年堪察加半島的韓國人總人口約為1,800人。到1990年代，不同社區已開始通婚。